# Punjai Puliyampatti
Punjai Puliyampatti är en ort i Indien.   Den ligger i distriktet Erode och delstaten Tamil Nadu, i den södra delen av landet, 1 900 km söder om huvudstaden New Delhi. Punjai Puliyampatti ligger 308 meter över havet och antalet invånare är 15 066.
Terrängen runt Punjai Puliyampatti är platt. Runt Punjai Puliyampatti är det tätbefolkat, med 397 invånare per kvadratkilometer. Närmaste större samhälle är Sathyamangalam, 18,7 km norr om Punjai Puliyampatti. Trakten runt Punjai Puliyampatti består till största delen av jordbruksmark.